# Амигдалін
Амигдалі́н (від грец. ἀμυγδάλη — мигдаль) — генцібіозід нітрилу мигдалевої кислоти C20H27O11N·3H2O, глікозид, що міститься в кісточках багатьох рослин роду слив (Prunus), надаючи їм гіркого смаку. Вперше виділений з гіркого мигдалю Prunus amygdalus var. amara. Ромбічні кристали з температурою плавління 215 °C. 
У плодах мигдалю амигдалін синтезується в процесі дозрівання з пруназину — глікозиду нітрилу мигдалевої кислоти.
Молекула амигдаліну містить два гідролітично лабільні ефірні зв'язки і в присутності деяких ферментів, а також кислот, може гідролізуватися з утворенням дрібніших фрагментів. Залежно від хімічного складу середовища гідроліз може відбуватися по одному або ж по обидвох ефірних зв'язках. Напрямок гідролізу залежить від виду каталітичного впливу: в присутності емульсину (природний фермент мигдалю) і при неферментативному кислотному гідролізі розщеплення йде по обох зв'язках, при цьому з однієї молекули амигдаліну утворюються дві молекули глюкози і аглікон — манделонітрил (нітрил мигдалевої кислоти).
У присутності бета-глікозидази гідроліз йде тільки за глікозидною групою, при цьому утворюються дисахарид генцибіоза та манделонітрил. У всіх випадках продуктом гідролізу є манделонітрил, який є ціангідрином та перебуває в термодинамічній рівновазі з продуктами свого негідролітичного розщеплення - бензальдегідом і ціанистим воднем (водний розчин якого відоміший як синильна кислота):
Бензальдегід та ціановодень — леткі, й у низьких концентраціях, незважаючи на несхожість хімічної будови, мають дуже схожий запах. Тож, характерний запах гіркого мигдалю обумовлений обома речовинами одночасно.
У шлунковому соку людини амигдалін гідролізується спочатку з відщепленням глюкози до пруназину, а потім під дією пруназин-β-глюкозідази до глюкози та манделонітрилу, подальший розпад манделонітрилу з утворенням синильної кислоти й обумовлює токсичність мигдалін гіркого мигдалю, кісточок персика, абрикоса, вишні, яблука й деяких інших фруктів. Прийом внутрішньо 50-60 г фруктових кісточок, які містять амигдалін може привести до важкого і навіть смертельного отруєння дорослої людини.
Гіркі сорти мигдалю із вмістом амигдаліну донині використовуються, щоб отримувати гірко-мигдалеву воду — водно-спиртовий дистилят, який містить близько 0,5% манделонітрилу, що становить приблизно 0,1% концентрації синильної кислоти.
Амигдалін не використовується в медицині, проте під торговою назвою «лаетрил» (англ. laetril) пропагується представниками «альтернативної медицини» як вітаміноподібний препарат (так званий вітамін B17) і протираковий засіб, але, як такий, категорично відкидається Адміністрацією харчових продуктів і ліків США (FDA), Американським онкологічним товариством, Американською медичною Асоціацією (AMA) і деякими іншими організаціями. Відомі випадки отруєння «лаетрилом», у тому числі при прийомі його в комбінації з високими дозами вітаміну C, який знижує у тканинах рівень цистеїну, що зв'язує in vivo ціанистий водень.